# محمد عبد الغني الجمسي
المشير / محمد عبد الغني الجمسي (9 سبتمبر 1921 - 7 يونيو 2003) قائد عسكري مصري، شغل سابقاً منصب وزير الحربية والقائد العام للقوات المسلحة، وشغل قبلها منصب رئيس أركان حرب القوات المسلحة المصرية، ومن قبلها منصب رئيس هيئة عمليات القوات المسلحة. وعيّن مستشاراً عسكرياً لرئيس الجمهورية يعتبر آخر وزير حمل لقب وزير حربية في مصر، حيث تغير اسم الوزارة بعد ذلك إلى وزارة الدفاع.

## النشأة

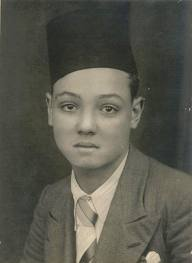
محمد عبد الغني الجمسي

ولد محمد عبد الغني الجمسي يوم 9 سبتمبر عام 1921 في محافظة المنوفية بقرية البتانون لأسرة ريفية تتكون من سبعة أشقاء وكانت ميسورة الحال يعمل عائلها في الأراضي الزراعية بمحافظة المنوفية.
كان الوحيد من بين أبناء أسرته الذي حصل على تعليم نظامي قبل أن تعرف مصر مجانية التعليم، حصل على الثانوية العامة عام 1936 من مدرسة المساعي المشكورة بشبين الكوم بالمنوفية، ولعب القدر دوره في حياته بعد أن أكمل تعليمه الثانوي، حينما سعت حكومة مصطفى النحاس باشا الوفدية لاحتواء مشاعر الوطنية المتأججة التي اجتاحت الشعب المصري في هذه الفترة؛ ففتحت - لجميع الفئات والمستويات الالتحاق بالكلية الحربية.

## حياته العسكرية
التحق بالكلية الحربية وهو ابن 17 عاما مع عدد من أبناء الجيل الذي سبقه وطبقته الاجتماعية الذين اختارهم القدر لتغيير تاريخ مصر؛ حيث كان منهم: جمال عبد الناصر، وعبد الحكيم عامر، وصلاح وجمال سالم، وخالد محيي الدين. وغيرهم من الضباط الأحرار، وتخرج منها عام 1939 في سلاح المدرعات.

### الحرب العالمية الثانية
ومع اشتعال الحرب العالمية الثانية عين كضابط في صحراء مصر الغربية؛ حيث دارت هناك أعنف معارك الدبابات بين قوات الحلفاء بقيادة مونتجمري والمحور بقيادة روميل، وكانت تجربة مهمة ودرسا مفيدا استوعبه واختزنه لأكثر من ثلاثين عاما.
وعقب انتهاء الحرب العالمية الثانية واصل مسيرته العسكرية، فعمل ضابطا بالمخابرات الحربية، فمدرسا بمدرسة المخابرات؛ حيث تخصص في تدريس التاريخ العسكري لإسرائيل الذي كان يضم كل ما يتعلق بها عسكريا من التسليح إلى الإستراتيجية إلى المواجهة. وبعد ذلك تلقى عددا من الدورات التدريبية العسكرية في كثير من دول العالم، وحصل على إجازة كلية القادة والأركان عام 1951، وحصل على إجازة أكاديمية ناصر العسكرية العليا عام 1966.

### حرب 1967
تقدم باستقالته من القوات المسلحة عقب هزيمة يونيو 1967 ليفسح للجيل الجديد الفرصة لاسترداد الأرض المحتلة ورفض الرئيس جمال عبد الناصر الاستقالة وأسند له مهام الإشراف على تدريب الجيش المصري مع عدد من القيادات المشهود لها بالاستقامة والخبرة العسكرية استعدادا للثأر من الهزيمة النكراء، وكان من أكثر قيادات الجيش دراية بالعدو، فساعده ذلك على الصعود بقوة، فتولى رئاسة هيئة تدريب القوات المسلحة، ثم رئاسة هيئة عمليات القوات المسلحة، وهو الموقع الذي شغله عام 1972، ولم يتركه إلا أثناء الحرب لشغل منصب رئيس أركان حرب القوات المسلحة.

### حرب أكتوبر
في عام 1973 عندما اقترب موعد الهجوم لتحرير سيناء كان يرأس وقتها هيئة عمليات القوات المسلحة، وإلى جانب تخطيط تفاصيل العمليات للحرب، قامت هيئة عمليات القوات المسلحة برئاسته بإعداد دراسة عن أنسب التوقيتات للقيام بالعملية الهجومية، حتى توضع أمام الرئيس أنور السادات والرئيس حافظ الأسد لاختيار التوقيت المناسب للطرفين. وتقوم الدراسة على دراسة الموقف العسكري للعدو وللقوات المصرية والسورية، وسميت تلك الدراسة «بكشكول الجمسي»، وتم اختيار يوم 6 أكتوبر بناء علي تلك الدراسة.
عاش رئيس هيئة العمليات ساعات عصيبة حتى تحقق الانتصار، لكن أصعبها تلك التي تلت ما عرف بثغرة الدفرسوار التي نجحت القوات الصهيونية في اقتحامها، وأدت إلى خلاف بين الرئيس أنور السادات ورئيس أركانه وقتها الفريق سعد الدين الشاذلي الذي تمت إقالته على إثرها ليتولى الجمسي رئاسة الأركان، فأعد على الفور خطة لمحاصرة وتدمير الثغرة وأسماها «شـامل» إلا أنها لم تنفذ نتيجة صدور وقف إطلاق النار.

### المفاوضات

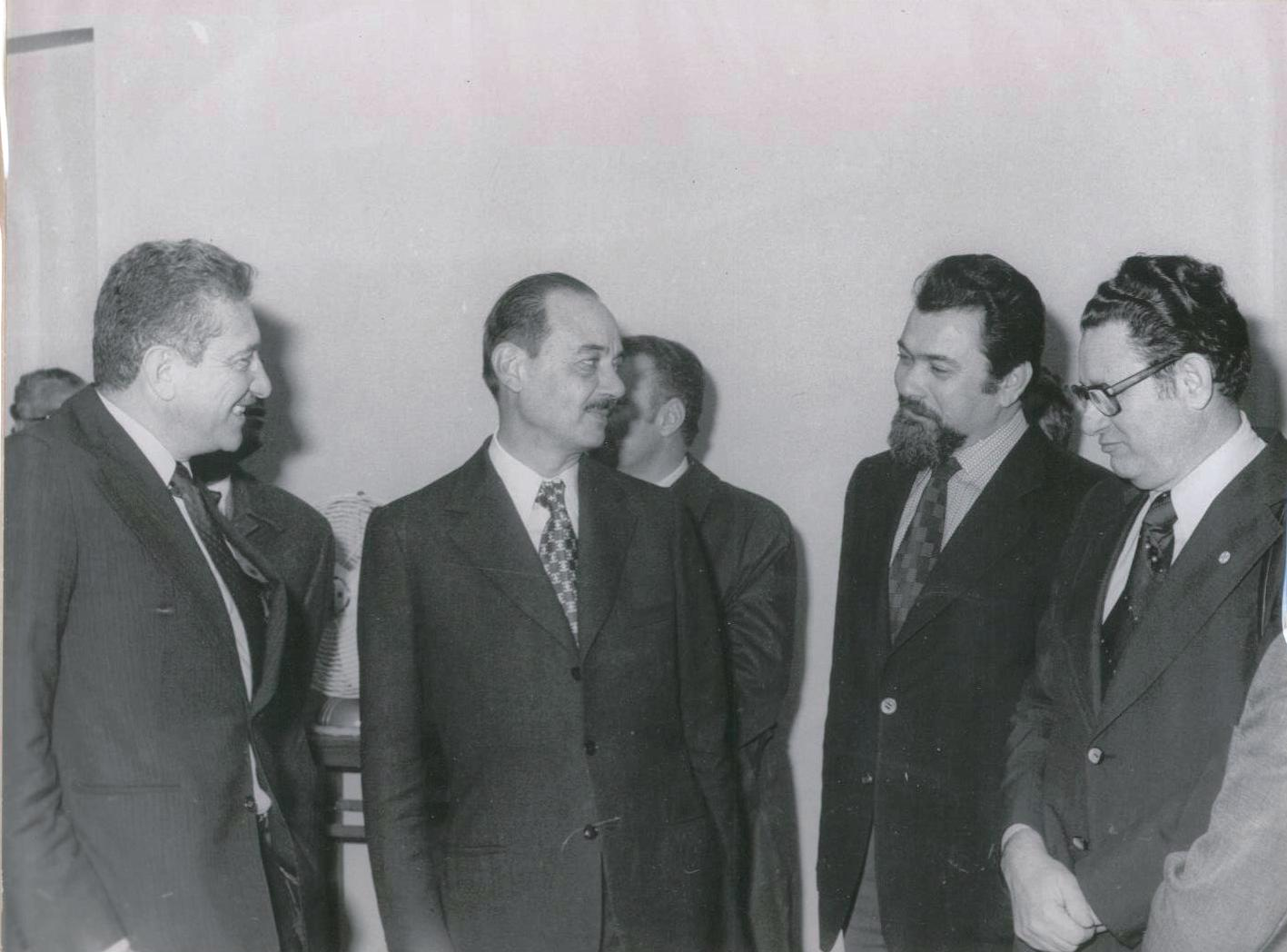
الجمسي مع وايزمان وأبا إبيان وإلياهو بن إليسار

اختاره الرئيس أنور السادات قائدا للمفاوضات مع الإسرائيليين بعد الحرب. ورُقي وقتها إلى رتبة الفريق أول مع توليه منصب وزير الحربية عام 1974 وقائد عام للجبهات العربية الثلاث عام 1975
وكان من أشرس القادة الذين جلسوا مع الإسرائيليين على مائدة المفاوضات، ولا يمكن أن ننسى بحال خروجه على الجنرال «ياريف» رئيس الوفد الإسرائيلي دون إلقاء التحية أو المصافحة. وبكل تجاهل جلس مترئسا الوفد المصري مفاوضا. كان ذلك في يناير 1974 عندما أخبره كيسنجر بموافقة الرئيس أنور السادات على انسحاب أكثر من 1000 دبابة و 70 ألف جندي مصري من الضفة الشرقية لقناة السويس، فرفض الجمسي وسارع بالاتصال بالرئيس أنور السادات الذي أكد موافقته؛ وكان صدام القرار الاستراتيجي والعسكري

## حياته المهنية

تقلد عدداً من الوظائف الرئيسية بالقوات المسلحة المصرية
- تولى قيادة اللواء الخامس مدرعات بمنطقة القناة في معركة السويس في 1956.
- تولى رئاسة أركان حرب المدرعات في 1957.
- قائد اللواء الثاني مدرعات في 1958.
- التحق ببعثة المدرعات في أكاديمية فرونزي بالاتحاد السوفيتي في 1960.
- قائد مدرسة المدرعات في 1961.
- رقى إلى رتبة لواء في يوليو في 1965.
- رئيساً لعمليات القوات البرية في 1966.
- رئيسا لأركان حرب الجيش الثاني في 1967.
- تولى رئاسة هيئة تدريب القوات المسلحة في 1971.
- مديراً للمخابرات الحربية في 1972.
- رئيسا لهيئة عمليات القوات المسلحة في يناير 1972.
- رئيساً لأركان حرب القوات المسلحة في 1973 ليحل محل الفريق الشاذلي بعد عزله.
- رُقّى إلى رتبة فريق في 1973.
- عُيِن رئيساً للوفد العسكري المصري في مباحثات الكيلو 101.
- عُيّن رئيساً للوفد العسكري المصري في المفاوضات العسكرية المصرية الإسرائيلية.
- رُقِي إلى رتبة فريق أول في 1974.
- عُيّن وزير الحربية والقائد العام للقوات المسلحة في 1974 وحتى أكتوبر 1978
- عين نائباً لرئيس مجلس الوزراء ووزيراً للحربية والإنتاج الحربى وقائداً عاماً للقوات المسلحة في 1975.
- عقب خروجه من وزارة الدفاع في 1978 عُيّن مستشاراً عسكرياً لرئيس الجمهورية.
- رُقّى إلى رتبة مشير شرفياً في 1980.
- تقاعد بناء على طلبه في 11 نوفمبر 1980.

## زواجه
بدأ حياته بزواجه من رفيقته السيدة (وفاء عبد الغني) والتي رحلت في 20-11-1979 بعد صراع طويل مع المرض.

## وفاته
توفي المشير الجمسي بعد معاناة مع المرض في 7 يونيو 2003 عن عمر يناهز 82 عاما، عاش خلالها حياة حافلة.

## الأوسمة والأنواط والميداليات
حصل على 24 نوطا وميدالية ووساما من مصر والدول العربية والأجنبية ومنها:
- وسام نجمة الشرف العسكرية
- وسام التحرير عام 1952
- وسام ذكرى قيام الجمهورية العربية المتحدة عام 1958